# Antonio Grossich
Antonio Grossich (Draguć pokraj Buzeta, 7. lipnja 1849. – Rijeka, 1. listopada 1926.), riječki liječnik, kirurg i političar.

## Životopis
Rodio se od roditelja Gianmattea i Anđele rođene Franković. U Kopru i Pazinu je stekao osnovno i srednje obrazovanje. Najprije studirao pravo u Grazu, a potom se odlučio za medicinu, koju je 1875. godine diplomirao u Beču.
Nakon diplome djelovao kao liječnik u Kastvu, a od 1879. u Rijeci. Godine 1886. postaje šef kirurgije gradske bolnice. Bio je viši liječnik u austro-ugarskoj vojsci prilikom zaposjedanja Bosne i Hercegovine. U Rijeci specijalizirao godinu poslije, a zatim otišao u Beč specijalizirati kirurgiju i porodništvo. Vrativši se u Rijeku bio je primarijus kirurg. Oženio je sestru Michele Maylendera, onda jednog od najvažnijih riječkih političara. Bavio se i znanstvenim radom te je objavio preko 20 naučnih radova, od kojih je najpoznatiji onaj objavljen 1908. o primjeni "penelacije" jodnom tikturom u dezinfekciji kože operacijskog polja. Ova se metoda i danas primjenjuje u čitavom svijetu.
Grossich se bavio i politikom. Jedan od pokretača riječkog iredentizma. Od 28. listopada 1918. do 8. rujna 1920. obnaša dužnost predsjednika talijanskog nacionalnog vijeća u Rijeci koje se zauzima za priključenje Rijeke Italiji. Između protjerivanja D'Annunzija iz grada na 'krvavi Božić' 1920. i prvih demokratskih izbora izbora novostvorene"Slobodne Države Rijeke" dolazi do političkog vakuuma pa Grossich od 31. prosinca 1920. do 27. travnja 1921. obnaša dužnost predsjednika privremene Vlade.
Nakon pripojenja Rijeke Italiji, Grossich gotovo u potpunosti napušta kirurgiju i posvećuje se politici. 19. travnja 1923., zbog svojih zasluga za talijansku stvar proglašen je senatorom Kraljevine Italije.